# إدوارد ماك
إدوارد ماك (بالإنجليزية: Edward Mack)‏ هو ملحن أمريكي، ولد في 1826، وتوفي في 1882.

## وصلات خارجية
- إدوارد ماك على موقع ميوزك برينز (الإنجليزية)
- إدوارد ماك على موقع ديسكوغز (الإنجليزية)